# デイビッド・リッシャー

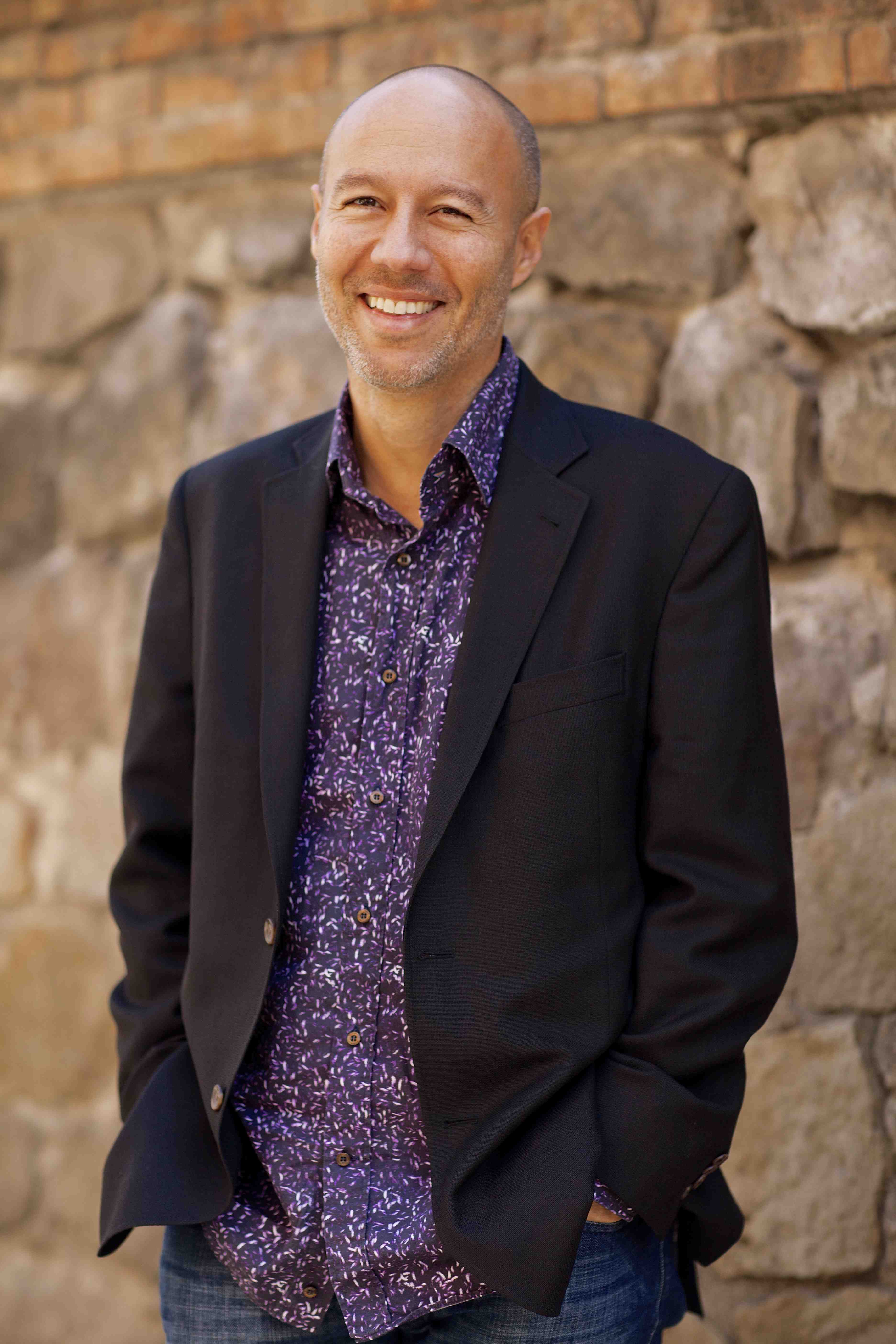
出生1965年7月15日 (51歳)、アメリカ合衆国メリーランド州ベセスダ　教育 プリンストン大学　職業 Worldreaderの共同創設者・代表

ジョン・デイビッド・リッシャー(John David Risher、1965年7月15日 -) はアメリカのビジネスマン・慈善家。携帯電話や電子書籍リーダーを通じて発展途上国にデジタル本を届けることを目指すNPO団体「Worldreader」の共同創設者かつ代表でもある。
リッシャーはマイクロソフトで役員を務め、1997年から2002年までAmazon.comで米国小売担当の上級副社長を務めた。2009年11月にはColin McElweeと共にWorldreaderを創設した。

## 若年期と背景
リッシャーはメリーランド州チェビー・チェイスにある母の家で育った。
1987年に彼はプリンストン大学を卒業した。大学では比較文学を専攻し、「The Changing Attitudes towards Language in Samuel Beckett’s early Metafiction」との論文を執筆した。
大学を卒業した後、L.E.K.コンサルティングで働き、自転車で米国横断をした。その後ハーバード・ビジネス・スクールに入学し1991年に修了した。

## 経歴
マイクロソフトではリッシャーは企業の最初のデータベース製品であるAccessの立ち上げ責任者のゼネラルマネジャーだった。その後彼は「Microsoft Investor」の考案・管理をした。1997年に彼はマイクロソフトを退社し、Amazon.comに製品とストア開発担当の副社長として入社した。彼はその後、マーケティングとアマゾンの小売業務の総合管理を監督する米小売担当の上級副社長となった。
2002年にアマゾンを退職した後、リッシャーはワシントン大学のフォスタービジネススクールで教えた。彼は大学で「インターネットと競争する」コースを開設した。2004年に年間最優秀教授に選ばれた
。
リッシャーは家族との一年を通じた世界旅行の後、NPOの「Worldreader」を創設し、娘にホームスクーリングを施し、中国の学校でボランティアをした。エクアドルの孤児院を訪れた後、リッシャーはどのように電子書籍リーダー技術が十分に本に触れることができない子供達に遠隔で与えられるか理解した
。
Worldreaderはスペインのバルセロナと米国を拠点とする501(c)団体であり「全ての人が読者になれる世界を創る」を任務にしている。2010年3月、Worldreaderはガーナで試験を実施した。ポジティブな結果を得た後、Worldreaderはガーナの教育省から他の学校にも電子書籍リーダーを供給する許可を得たと報告した。
リッシャーはクリントン財団と 「a Draper Richards Kaplan Social Entrepreneur」の招待メンバーである ESADEの国際諮問委員会にも参加しており、カタルーニャの国際諮問委員会にも籍を置いている。

## 認定
- Draper Richards Kaplan Social Entrepreneur[17]
- Clinton Global Initiative 2014 Invited Member[18]
- Microsoft Alumni Foundation Integral Fellow 2011[19]
- Publishers Weekly's “Eleven for the Millennium[20]
- Schwab Foundation's Social Entrepreneur of the Year 2016[21]